# Formgeschichte
Formgeschichte ist eine Methode innerhalb der historisch-kritischen Methode der biblischen Exegese, die sich mit der Analyse und Klassifizierung von Textgattungen sowie deren Sitz im Leben befasst.
Der Begriff stammt aus der von Goethes Blick auf die Morphologie („Gestaltenlehre ist Verwandlungslehre“) beeinflussten Naturwissenschaft: Der Botaniker Franz Joseph Schelver hat ihn geprägt. Die Formgeschichte untersucht den biblischen Text nach dem Theologen Karl Ludwig Schmidt im Hinblick auf die dort enthaltenen Textgattungen. Statt Formgeschichte sind auch, mit leichten Bedeutungsnuancen, die Begriffe Formkritik und Gattungskritik gebräuchlich.
So ergibt sich beispielsweise für den ersten Schöpfungsbericht in 1. Mose 1,1–2,4a  eine grundsätzlich andere Betrachtungsweise und ein anderes Verständnis, wenn dieser Text als zum Teil polemische Abgrenzung von den mesopotamisch-vorderasiatischen Nachbarstaaten Israels gesehen wird und nicht als naturwissenschaftlicher Faktenbericht.
Die Formkritik unterscheidet also zwischen hymnenartigen Texten wie dem Psalter, die stärkeren Akzent auf Glaubens- denn auf Geschichtsaussagen legen, und Büchern mit größerer historischer Aussagekraft wie den Büchern der Könige oder der Chronik.
Mit Blick auf die Evangelienüberlieferung des Neuen Testaments schreibt der Theologe Martin Dibelius: „Auf dem Boden der Volksüberlieferung, wo viele Namenlose sich durch Weitergabe des Überlieferten, durch Veränderung oder Vermehrung schaffend betätigen, und wo der einzelne Autor keine literarischen Ziele hat, bedeutet die persönliche Eigenart des Dichters oder Erzählers wenig; weit wichtiger ist die Form, wie sie durch praktische Bedürfnisse geschaffen oder durch Brauch und Herkommen überliefert wird.“

## Gattungen im Alten Testament (Tanach)

### Poetische Formen
Die poetischen Formen des Alten Testaments umfassen verschiedene Liedgattungen, die sich sowohl nach ihrer Funktion als auch nach ihrem sozialen Kontext unterscheiden lassen.
Lieder machen den Hauptteil des Psalters aus. Als Grundunterscheidungen sind zu nennen:
- Klagelieder vs. Danklieder
- Lieder des Einzelnen vs. Lieder des Volkes

Klagelieder bilden den Grundstock und Hauptanteil des Psalters. Sie folgen meist einer charakteristischen Grundstruktur mit folgenden Elementen:
- Anrufung Gottes (häufig mit Gottesepitheta)
- Klage über die konkrete Notsituation (Schilderung der Bedrohung, Frage nach Gottes Hilfe)
- Vertrauensbekenntnis (Erinnerung an frühere Heilserfahrungen)
- Bitte um göttliche Intervention
- Begründung für Gottes Eingreifen (beispielsweise eigene Unschuld, Gottes Bundestreue)
- Gelübde und Dank (häufig verbunden mit Erhörungsgewissheit)

Bei den Klageliedern des Einzelnen (zum Beispiel Psalm 3, 5, 6, 7, 13, 17, 22, 25) kann man als Untergruppen unterscheiden: Gebete von unschuldig Angeklagten (Ps 4, 7, 11 u. a. m.); Bußpsalmen (Ps 6, 32, 38, 51, 102, 130, 143), die in der christlichen Liturgie eine spezielle Rolle spielen; Vertrauenslieder des Einzelnen (Ps, 16, 23, 62, 131 u. a. m.).
Klagelieder des Volkes wurden bei öffentlichen Klagefeiern gesungen, wie sie in Joel 1–2 beschrieben werden. Krieg, Seuche, Missernte, Hungersnot sind Gründe, die zu solchen kollektiven Klageliedern führen können.
Weitere Liedformen:
- Leichenlied[4] (hebräisch qina), zu finden beispielsweise in Jer 22,18 EU; 2 Sam 1,19–27 EU; 2 Sam 3,33ff EU; Am 5,2 EU sowie in den Klageliedern Jeremias. Es sind auch spöttische Leichenlieder bezeugt (Jes 14,4–21 EU; Jer 9,9–21 EU; Ez 32,2–16 EU).
- Siegeslied: Lied am Schilfmeer Ex 15,1-21 EU; Lied der Frauen über Davids Philistersieg 1 Sam 18,6f EU; Teile aus Ri 5 EU und Ri 16,23 EU.
- Liebeslied: Jes 5,1–7 EU (Weinberglied) und natürlich viele Passagen des Hoheliedes, beispielsweise Hld 8,6–7 EU.
- Hochzeitslied: nicht ganz das gleiche wie das Liebeslied, aber auch im Hohelied zu finden, zum Beispiel Hld 3,6–11 EU. Zur Hochzeit des Königs: Ps 45 EU.
- Nur vereinzelt kommen vor: Trinklied Jes 22,13 EU, Lied der befleckten Empfängnis Jer 34,14f EU, Spottlied Jes 23,16 EU; Jer 22,14f EU, Wächterlied Jes 21,11 EU, Arbeitslied Num 21,17f EU, Kinderlied Jes 9,6 EU.

### Prosaische Formen

#### Nicht-erzählende Prosa
- Lehrreden und Predigten: Jeremias Tempelrede Jer 7,1–15 EU, Ezechiels Rede an die Ältesten Israels Ez 20 EU, viele Passagen des Deuteronomiums.
- Abschiedsreden: Josua Jos 23 EU, Samuel 1 Sam 12 EU, David 1 Kön 2,1–9 EU halten Abschiedsreden.
- Verträge: Im Alten Testament wird über Verträge berichtet, manchmal ist der Vertragstext oder Bruchstücke davon im Bibeltext erhalten geblieben. So etwa bei Jeremias Ackerkauf in Anatot Jer 32 EU, der Vertrag zwischen dem Halbnomaden Isaak und dem Kulturlandbesitzer Abimelech Gen 26,26–33 EU oder der so genannte Königsvertrag zwischen David und den Nordstämmen 2 Sam 5,1–3 EU.
- Kasuistisches Recht: "Wenn-dann"-Formulierungen (beispielsweise im Bundesbuch Ex 21-23 EU)
- Apodiktisches Recht: Absolute Gebote/Verbote (beispielsweise im Dekalog Ex 20 EU)
- Briefe: Im Alten Testament (teilweise) erhalten sind ein Brief Jehus an die Obersten von Samaria 2 Kön 10,1ff EU, Jeremias Brief an die Exilierten Jer 29 EU und die diplomatische Korrespondenz mit dem persischen Großkönig Esr 4 EU.
- Rituale: Die Opferrituale in Lev 1–7 EU zählen ebenfalls zur nicht-erzählenden Prosa.
- Gebete: Die meisten Gebete im Alten Testament zählen zu den poetischen Formen. Prosa-Gebete werden von Einzelnen außerhalb des Tempels gesprochen, zum Beispiel Simson in Ri 16,28 EU.

#### Erzählende Prosa
Die meisten größeren Einheiten des Alten Testaments sind erzählende Prosa, in die dann einzelne Passagen nicht-erzählender Prosa oder poetische Passagen eingegliedert sind. Es finden sich aber auch kleinere Erzähleinheiten.
- Mythen: Sie sind nur in Bruchstücken und Resten im Alten Testament vorhanden. Bekanntestes Beispiel ist die Urgeschichte Gen 1–11, man findet aber auch das Drachenkampfmotiv Jes 51,9 EU und den Sturz Luzifers Jes 14,12–15 EU.
- Märchen: Auch Märchen sind im Alten Testament nur in Bruchstücken, enthalten, etwa in der Erzählung von Bileams Eselin Num 22,22–35 EU und in den Elia- und Elischa-Erzählungen 1 Kön 17 EU und 2 Kön 2–6 EU.
- Fabeln: Es sind zwei Fabeln vollständig erhalten, nämlich Jothams Fabel vom König der Bäume, eine Spottfabel auf die Monarchie (Ri 9,8–15) sowie eine Kurzfabel in 2 Kön 14,9 EU.
- Sagen: Sie bilden eine Vorstufe der Geschichtsschreibung. Mündlich überlieferte Erinnerungen werden, angereichert mit späterer geschichtlicher (auch zeitgeschichtlicher) Erfahrung, wiedergegeben, wobei die Hauptgestalten als Menschentypen, nicht als Individuen gezeichnet sind. Sagencharakter hat die meiste Überlieferung aus der vorstaatlichen Zeit Israels (Gen 12–50, Ex, Num, Jos, Ri, 1 Sam). Ätiologische Sagen erklären die Namen von Orten oder Landmarken.
- Legenden: Sagen und Legenden gehen ineinander über. Das Spezifikum von Legenden ist, dass sie sich mit heiligen Dingen, heiligen Orten und Personen beschäftigen. Viele Legenden sind, wie auch manche Sagen, ätiologisch zu verstehen, das heißt zur Begründung eines Heiligtums oder einer Kultpraxis. Beispiele im Alten Testament sind Jakobs Traum in Bethel (Gen 28,10ff.), Moses Berufung (Ex 3), Samuels Jugend am Heiligtum in Silo (1 Sam 1–3), die Erzählungen der Bundeslade (1 Sam 4–6 und 2 Sam 6) sowie Teile der Elia- und Elischa-Erzählungen (1 Kön 17 bis 2 Kön 8).
- Heldensagen: Während Sagen generell im Alten Testament einen breiten Platz einnehmen, sind Heldensagen vergleichsweise selten. Insbesondere wird die Väterzeit nicht im Typos der Heldensage erzählt. Heldensagen finden sich aber in der Richter- und frühen Königszeit: Ri 9, Ri 13–16, 1 Sam 11, 1 Sam 13f.
- Annalen: Diese Grundform der Geschichtsschreibung (am Königshof oder im Tempel) ist im Alten Testament zwar erwähnt, aber nicht erhalten. So erwähnt zum Beispiel 1 Kön 11,41 eine „Chronik Salomos“. In 1 Kön 14 sind ein „Buch der Geschichte der Könige Israels“ und ein „Buch der Geschichte der Könige Judas“ erwähnt. Wahrscheinlich haben Teile dieser Annalen als Vorlage für biblische Geschichtsschreibung gedient.
- Listen: Während die Annalistik nach Jahren ordnet, verwendet die amtliche Geschichtsschreibung auch die Ordnung nach Sachgruppen in Listen. Zu nennen sind etwa Richterlisten Ri 10,1–5 EU; Ri 12,7–12 EU, Orts- und Gaulisten Jos 15–19 EU, Beutelisten Num 31,32ff EU, Beamtenlisten 2 Sam 8,16 EU; 1 Kön 4,7–18 EU.
- Geschichtsschreibung: Sie ist nicht mehr nur bloße Aneinanderreihung und Aufzählung, sondern bringt auch Bedingungen, Umstände, Gründe, Motivationen und Folgen der Ereignisse zur Darstellung. Eigentliche Geschichtsschreibung beginnt im Alten Testament mit der Gestalt König Davids, etwa in der Geschichte seines Aufstiegs (1 Sam 16,14 bis 2 Sam 5,25) und der Geschichte seiner Thronnachfolge (2 Sam 6 bis 1 Kön 2). Die großen Geschichtswerke des Alten Testaments, das Deuteronomistische Geschichtswerk und das Chronistische Geschichtswerk, stehen jeweils unter einer theologischen Leitidee und dienen oft als Rahmen für verschiedene andere Gattungen. Beispielsweise werden Gesetze oder poetische Texte in ein Geschichtswerk eingebettet und dabei theologisch interpretiert.

### Zwischen Poesie und Prosa: Der „Spruch“

#### Botenspruch, Prophetenspruch
- Weltlicher Botenspruch: Dieser ist im ganzen Alten Orient gebräuchlich und findet sich im Alten Testament etwa in Gen 32,4–6 EU; 1 Kön 21,17–19 EU; Jer 2,1 EU. Im Beispiel Gen 32,4–6 lassen sich schön die einzelnen Elemente des Botenspruchs sehen: Sendung (mit Adressat, Ort, Botenauftrag); Botenformel („So hat gesprochen …“); Botenspruch.
- Prophetische Botensprüche (ältere Bezeichnung: Orakel) sind dem weltlichen Botenspruch nachempfunden. Vor die Sendung tritt oft die Wortereignisformel („Und es erging das Wort JHWHs an mich“). Der eigentliche Prophetenspruch wird auch hier durch eine Botenspruchformel „ko amar JHWH“ (= „so spricht JHWH“) eingeleitet und/oder durch die Zwischen- oder Schlussformel „neum JHWH“ (= „Ausspruch JHWHs“) gekennzeichnet. Man unterscheidet folgende prophetischen Redeformen:
  - Gerichtsankündigung: Der Prophet kündigt das Gericht JHWHs über Israel und seinen König an. Es gibt auch Gerichtsankündigungen, die sich an die Nachbarvölker richten. Die Gerichtsankündigung kann auch ausdrücklich mit dem Fehlverhalten des Volkes begründet werden. Statt Gerichtsankündigung spricht man auch von einem Drohwort. Beispiele: Am 7,11 EU (ohne Begründung); Am 3,1–2 EU (mit Begründung).
  - Anklage, auch Scheltwort genannt: Der Prophet nennt das Fehlverhalten des Volkes bzw. des Königs, oft als Begründung für eine nachfolgende Gerichtsankündigung. Beispiele: Hos 4,1ff EU; Jes 5,21 EU.
  - Mahnspruch: Der Prophet ermahnt das Volk, den rechten Weg (wieder) einzuschlagen. Beispiel: Am 5,14 EU.
  - Verheissungswort/Heilsorakel: Gott kündigt Heilung und Rettung an. Beispiele: Hos 14,4 EU; Jes 9,1–6 EU (später jüdisch und christlich auf die Geburt des Messias gedeutet); viele Stücke in Deutero- und Tritojesaja (Jes 39–66).